# 類比前端

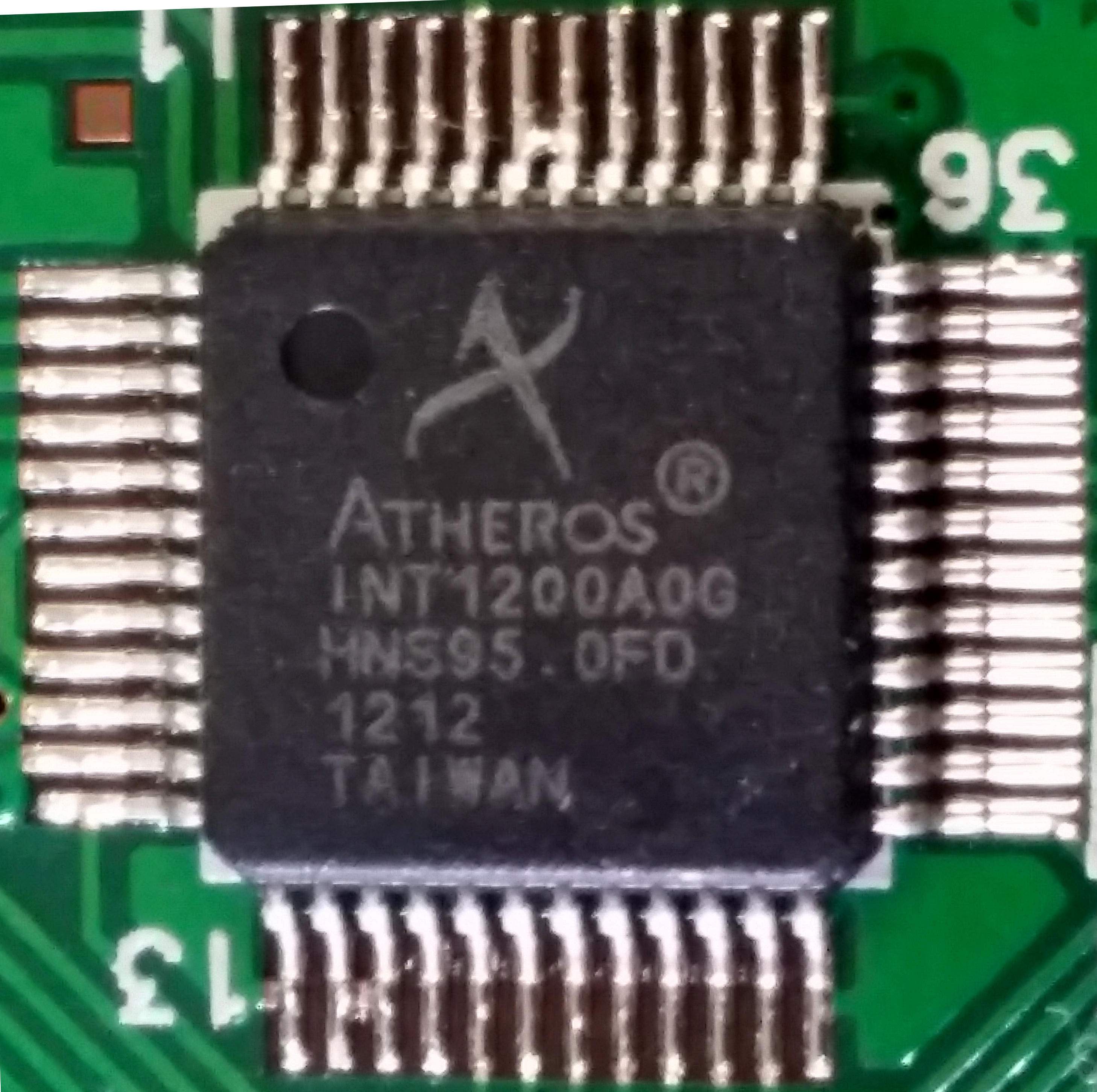
Atheros的Intellon 1200 AFE-Chip，配合INT 5500 PowerLine-IC一起使用

類比前端（analog front-end，簡稱AFE），也稱為類比前端控制器（analog front-end controller，簡稱AFEC）是為了特定應用所開發的類比信號調整電路，其中包括感測用的類比放大器（多半是運算放大器）、濾波電路，也有可能有針對感測器的特殊應用積體電路、射頻接收器，其目的是提供可以組態，可調整的電子功能方塊，可以做為天線感測器、類比數位轉換器甚至是单片机的界面電路。
無線電接收器中的射頻類比前端有時也會稱為射頻前端。

## 模組
在許多的類比系統和數位系統中，會使用類比前端硬體模組做為介面電路，提供硬體的模組化。有許多IC廠商有針對不同的應用製作類比前端晶片，例如德州仪器針對健康監控的類比前端晶片ADS1298、AFE4400和AFE4490。Atmel有針對智慧型電表的類比前端晶片。
亚德诺半导体也針對測試和量測應用開發了CN0209類比前端晶片。